# 苏热阿勒
苏热阿勒（法語：Sougéal，法語發音：[suʒeal]）是法国伊勒-维莱讷省的一个市镇，位于该省东北部，属于圣马洛区。

## 地理
苏热阿勒（48°30'36"N, 1°31'22"W）面积14.15 平方千米，位于法国布列塔尼大區伊勒-维莱讷省，该省份为法国西北部沿海省份，位于布列塔尼半岛东部，北濒大西洋，西接阿摩尔滨海省和莫尔比昂省，南至大西洋卢瓦尔省，西南端接曼恩-卢瓦尔省，东临马耶讷省，东北与芒什省接壤。
与苏热阿勒接壤的市镇（或旧市镇、城区）包括：普莱讷富热尔、旧维耶勒、欧塞拉普莱讷、萨塞、瓦勒库埃农、蓬托尔松。

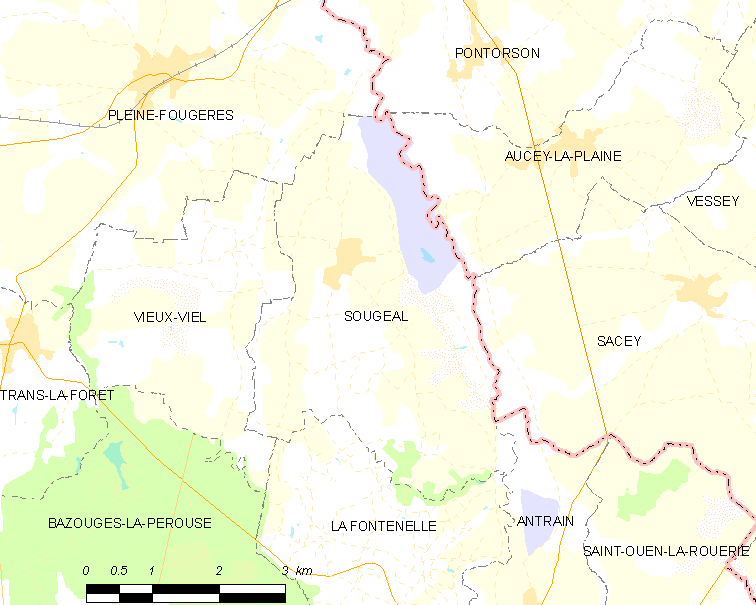
苏热阿勒的OSM定位图

苏热阿勒的时区为UTC+01:00、UTC+02:00（夏令时）。

## 行政
苏热阿勒的邮政编码为35610，INSEE市镇编码为35329。

## 政治
苏热阿勒所属的省级选区为布列塔尼地区多勒县。

## 人口

1962-2008年间苏热阿勒人口变化图示

苏热阿勒于2022年1月1日时的人口数量为544人。